# Panzerzug 3
Der Panzerzug 3 (kurz: Eisb. Pz. Zug Nr. 3 oder PZ 3) war ein deutscher Panzerzug aus der Zeit des Zweiten Weltkrieges und wurde ab September 1939 von der Wehrmacht eingesetzt.

## Geschichte
Im Jahr 1937 hatte das Oberkommando des Heeres entschieden, keine neuen Panzerzüge mehr zu bauen. Man bewertete diese Art der Waffe als veraltet und zu teuer. Aus diesem Grund griff man, mit einer Verfügung vom 23. Juli 1938, auf ältere Bahnschutzzüge der Reichsbahn zurück. Somit wurde der Bahnschutzzug München der Reichsbahndirektion München zum neuen Panzerzug 3. Dieser war zur damaligen Zeit dem Wehrkreis VII zugeteilt. Zu dieser Zeit waren die Panzerzüge nur infanteristisch ausgerüstet und verfügten, neben zwei Abstoßwagen, über sechs gepanzerte ehemalige gedeckte Güterwagen. Der Panzerzug 3 bildete jedoch eine Ausnahme, da dieser bereits über zwei Artilleriewagen verfügte.

## Technische Daten

### Lokomotive

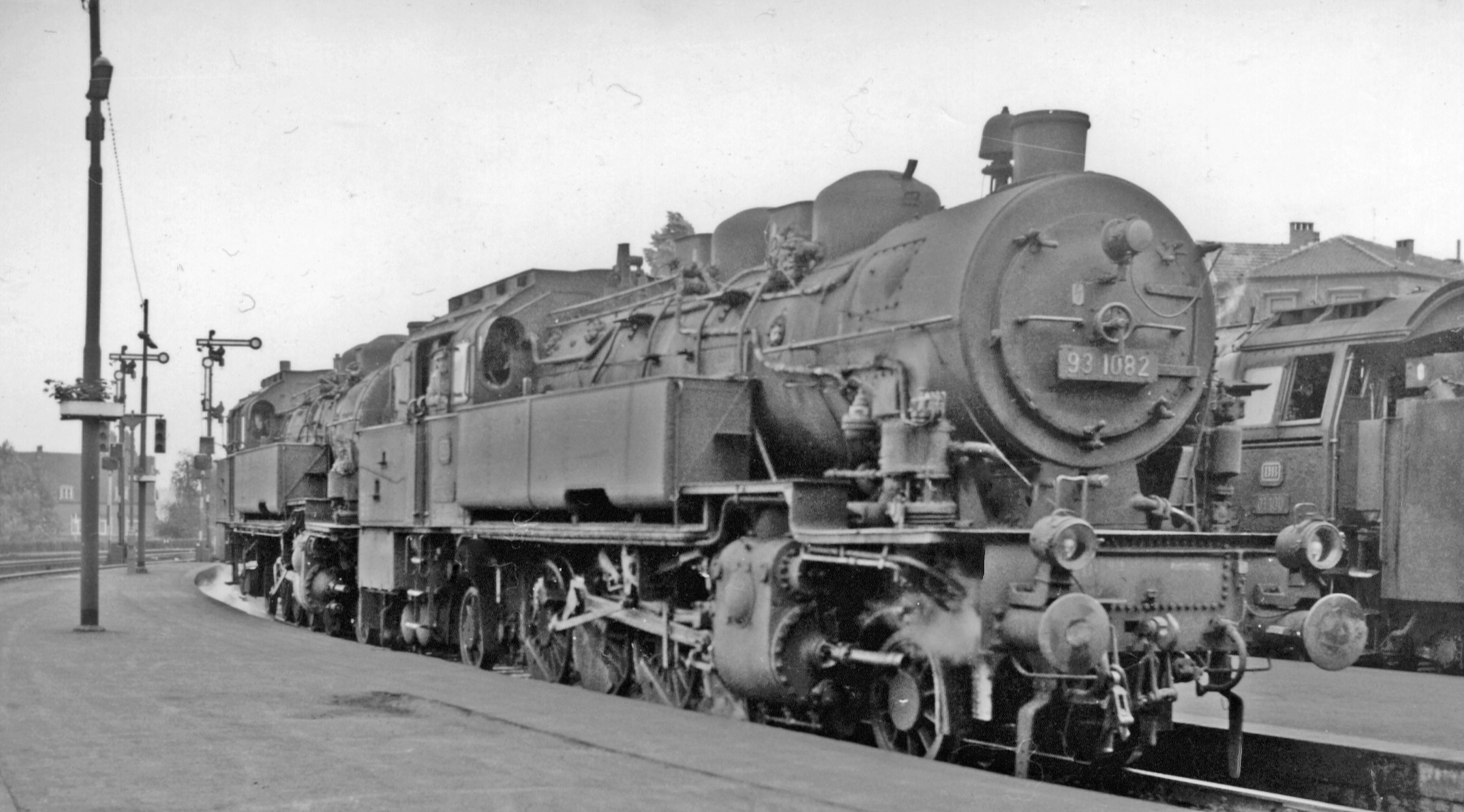
Ungepanzerte Preußische T 14.1

Die erste Dampflokomotive des Panzerzuges, damals noch Bahnschutzzug, war eine Preußischen T 14.1. Diese wurde 1923 bei der Maschinenbauanstalt Humboldt mit der Werksnummer 1792 hergestellt. Mit der Einführung eines neuen Baureihenschemas erhielt sie die Betriebsnummer 93 1126. Die Panzerzuglokomotive war komplett mit 15 mm dicken Platten aus Chromnickelstahl gepanzert. Die Reichweite der Lokomotive betrug 100 km, mit dem Anhängen eines Schlepptenders konnte sie auf 200 km erhöht werden.

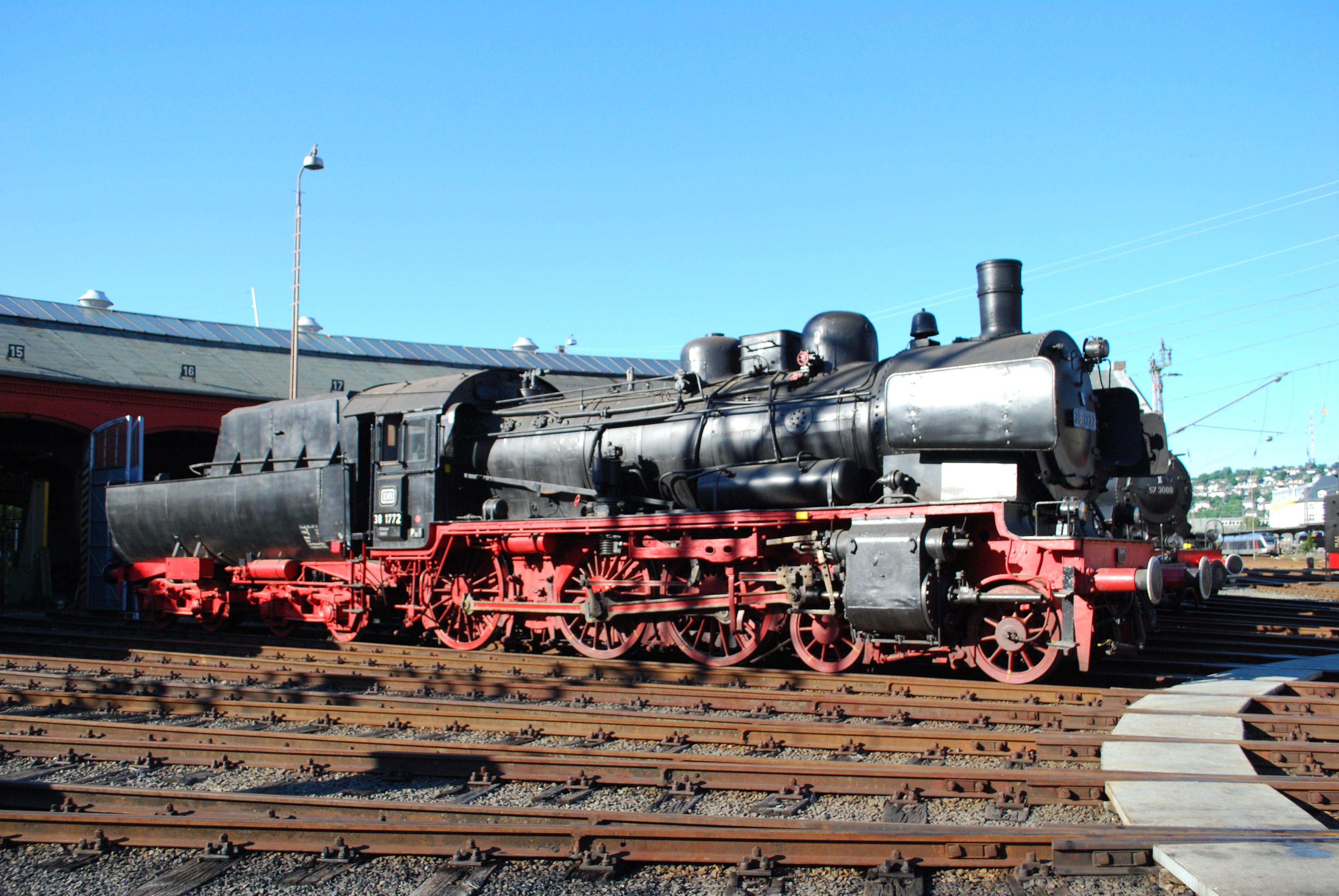
Ungepanzerte Preußische G 10

Mit dem Beginn des Umbaus 1943 erhielt der Panzerzug eine Preußische G 10. 1923 wurde diese Dampflokomotive bei Henschel & Sohn mit der Werksnummer 19809 hergestellt. Bei der Reichsbahn erhielt sie, mit der Einführung eines neuen Baureihenschemas, die Nummer 57 3293. Am 10. Oktober 1940 wurde sie, zusammen mit dem Panzerzug, gesprengt.

### Artilleriewagen
Der Panzerzug 3 verfügte schon zur Zeit als Streckenschutzzug über zwei Artilleriewagen. Sie besaßen einen voll gepanzerten und geschlossenen Aufbau mit einem schwenkbaren Geschützturm. Diese waren allerdings nicht mit Kanonen bestückt. Das Generalkommando VII begann deshalb mit der Einrüstung der Geschütztürme mit der 7,7-cm-Feldkanone 16. Diese Geschütztürme konnten, durch eine neu eingebaute Elektromotor oder durch Handbetrieb, um 270° gedreht werden. Im hinteren Teil des Wagens befand sich ein komplett geschlossener und gepanzerter Mannschaftsunterstand mit Beobachtungsluken. Zwischen dem Geschützturm und dem Unterstand befand sich ein, durch Panzerplatten geschützter Verbindungsgang.
Als der Panzerzug beim Überfall auf Polen schwere beschädigt wurde, wurden die Artilleriewagen verbessert und modernisiert. Zwar wurde der Drehmechanismus entfernt und die Geschütze konnten nur sehr begrenzt zu den Seiten richten, die Kanonen wurden aber durch bessere 7,5-cm-Feldkanonen 16 n. A. ausgetauscht.
Am 10. Mai 1940 fuhr der Panzerzug zum Wagen-Ausbesserungswerk Halberstadt. Dort wurden, nach den Erfahrungen in den Niederlanden, die Artilleriewagen erneut umgebaut. Die Wagen erhielten nun je einen offenen, zehneckigen Geschützturm auf einem festen Panzerunterbau. Verbaut wurden die Geschützprototypen der 7,5-cm-Kanone L/41 mit Mündungsbremse von Rheinmetall, welche die Vorläufer der 7,5-cm-Pak 40 waren. Zusätzlich wurden ein neuer Beobachtungsstand und eine Plattform für eine 2-cm-Flak 38 angebracht. Um das deutlich erhöhte Gewicht des Wagens besser auffangen zu können, wurde eine dritte Achse in der Fahrzeugmitte eingebaut.
Nach dem letzten Umbau Ende Juli 1944 verfügte der Panzerzug über sechs zweiachsige, russische Beutewagen vom Typ OB-3. Diese hatten eine Länge von 10,42 m, eine Breite von 3,10 m und eine Höhe von 3 m. Die Panzerung bestand aus schräg gestellten, 45 mm dicken Panzerplatten. Die Wagen wurden zusätzlich mit Beobachtungsständen ausgebaut und erhielten verbesserte Kommunikationsmittel. Die russischen Geschütztürme wurden durch deutsche, zehneckige Geschütztürme ersetzt. Zwei dieser Wagen verfügten über je eine 2-cm-Flak-Vierling 38, während die anderen vier mit je einer 10,5-cm-leichte Feldhaubitze 18/40.

### Maschinengewehrwagen

Güterwagen gemäß
Musterblatt II^{d} 8

Der Panzerzug 2 verfügt zur Zeit als Bahnschutzzug über sechs ehemalige gedeckte Güterwagen der Bauart G 02, welche gemäß dem Musterblatt IId 8 definiert waren. Diese wurden zwar mit 26 cm dicken Chrom-Nickel-Stahl gepanzert, dennoch konnten S.m.K.-Geschosse sie durchdringen. Der genutzte Stahl war zwar relativ dick, doch von minderer Qualität. Die Wagen verfügten über Gewehr-, Maschinengewehr- und Beobachtungsluken in unterschiedlicher Ausprägung und Anzahl in den Wänden. Für den Aus- und Einstieg verfügten sie über Türen an den Seiten der Wagen und über Bodenluken. Diese Bodenluken verfügten über, zwischen den Achsen befindliche, Ausfallkästen. Dadurch konnte Personal, welches über diese Luken den Wagen verließ, in Deckung gehen. Das Leergewicht der Wagen, ohne Panzerung, war mit 10,07 t bis 10,47 t angegeben. Die Wagen wurden je drei Stück vor und hinter der Panzerzuglokomotive angekoppelt. Je einer dieser drei Wagen einer Zughälfte verfügte über einen Beobachtungsstand. Dies waren Aufbauten, welche auf den Dächern der Güterwagen aufgesetzt wurden. Für Einsätze in der Nacht wurden zwei Scheinwerfer mitgeführt.
Die Maschinengewehrwagen waren 1938 noch mit 16 wassergekühlten schweren Maschinengewehren 08 ausgerüstet. Diese waren nur teilweise fest verbaut und wurden bis zur Umrüstung im Winter 1940/1941 verwendet. Für die Luftabwehr wurden in einigen Wagen Zwillingssockel 36 mit je zwei Maschinengewehren 34 eingebaut. Die Sturminfanterie, welche in diesen Wagen mitgeführt wurde, verfügte ihrerseits über Pistolen, Gewehre, sechs leichte und acht schwere Maschinengewehre und sechs Maschinenpistolen. Für jedes Gewehr im Panzerzug wurden 180, für jede Pistole 24 und für jede Maschinenpistole 1536 Schuss ausgeteilt. Die Maschinengewehre der Sturminfanterie verfügten über 13500 Schuss, darunter waren 11350 s.S., 1500 S.m.K. und 650 S.m.K. Leuchtspur Geschosse. Zusätzlich standen der Infanterie zwei 8-cm-Granatwerfer 34 mit 246 normalen und 18 Nebelgranaten zur Verfügung. Die Pioniere des Panzerzuges verfügten über einen Flammenwerfer 35 oder auch einen Flammenwerfer 41.

### Abstoßwagen
An beiden Enden des Zuges befanden sich jeweils ein zweiachsiger Flachwagen unterschiedlicher Bauart, welche als Abstoßwagen dienten. Sie dienten dazu, den Panzerzug vor Minen oder Entgleisung zu schützen und Gefahren vor den wichtigen Wagen zu beseitigen. Zusätzlich dienten sie zum Transport von Material wie Schienen, Bahnschwellen, Fahrrädern oder sonstigem Material. Die Wehrmacht nannte die Abstoßwagen auch Schutzwagen. Zur Zeit als Bahnschutzzug konnten diese Wagen noch nicht automatisch entkuppelt, sondern mussten bei Bedarf per Hand geöffnet werden. Später wurde eine durch den Panzerzug verlaufende Scharfenbergkupplung eingebaut und eine pneumatische Abstoßvorrichtung eingebaut. Dadurch konnte der Wagen abgestoßen werden und durch eine selbstwirkende Bremse auf einer bestimmten Entfernung zu stehen gebracht werden. Um der steigenden Gefahr durch Minen im Jahr 1943 besser begegnen zu können, wurde vor dem Zug mehrere weitere Abstoßwagen angekoppelt.

### Begleitfahrzeuge

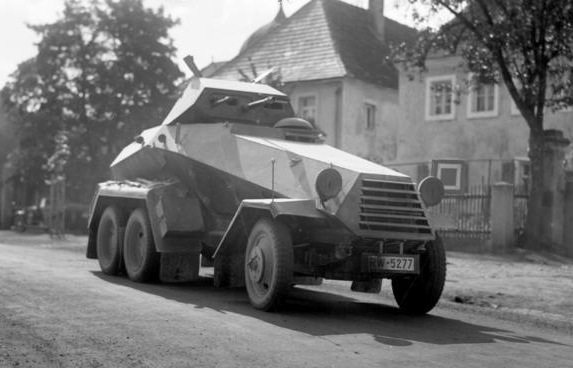
Schwerer Panzerspähwagen Sd. Kfz. 231 (6 Rad)

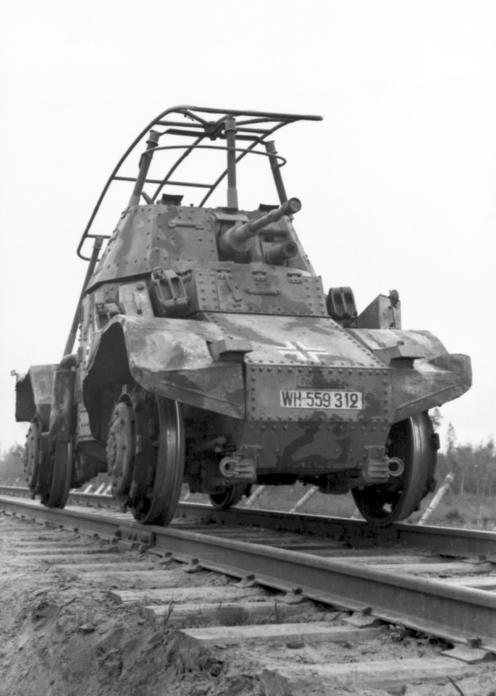
Panzerspähwagen P 204 (f)

Der Panzerzug 3 verfügte seit 1938 über einen schweren Panzerspähwagen Sd. Kfz. 231 (6 Rad) mit dem Kennzeichen Pol-10 019 als Aufklärungs- und Unterstützungsfahrzeug. Die Besonderheit an diesem Fahrzeug war die Bewaffnung. War das Sd. Kfz. 231 eigentlich mit einer 2-cm-KwK 30 ausgerüstet, so verfügte dieser über zwei Maschinengewehre und fünf statt vier Mann Besatzung. Dazu zählten der Kommandant, zwei Schützen und zwei Kraftfahrer. Um auf den Schienen fahren zu können, wurden vor den Vorderrädern und zwischen den Antriebsrädern absenkbare Rollen mit Spurkranz angebaut. Damit konnte der Panzerspähwagen innerhalb kürzester Zeit von Gleisbetrieb auf Straßenbetrieb und umgekehrt wechseln. Dazu wurde der Wagen mithilfe eines unter dem Fahrzeug angebrachten Wagenheber angehoben und eingeschwenkt. Der Antrieb erfolgte auf den Gleisen durch die Reibung der Gummiräder. Aus diesem Grund wurde die Spurweite des Wagens auf 1437 mm angepasst. Weiterhin entfielen die hinteren Zwillingsreifen. Dieser Panzerspähwagen war ein Einzelstück und wurde nach einer schweren Beschädigung 1940 außer Dienst gestellt. Ab Sommer 1942 verfügte der Panzerzug über einen Panzerspähwagen P 204 (f).

## Einsatz

### 1938
Als die Wehrmacht Anfang Oktober mit der Besetzung der Randgebiete der Tschechoslowakei begann, wurde der Panzerzug 3 ebenfalls eingesetzt. Er marschierte am 1. und 2. Oktober, zusammen mit der Heeresgruppe z. b. V. (Linz) in die Okkupationszone I (Südböhmen) und verblieb dort bis zum 14. Oktober. Danach wurde er zu seinem Heimatbahnhof in München zurückbeordert.

### 1939
Als am 15. März der tschechische Staatspräsident Hacha gezwungen wurde, der Besetzung der Rest-Tschechei zuzustimmen, wurde der Panzerzug 3 erneut eingesetzt. Kurz vorher wurde der Panzerzug ins Oberösterreichische Marchtal verlegt worden und rückte am 15. März über Lundenburg nach Brünn vor.
Im Juli und Anfang August begann die Vorbereitungsphase für den Überfall auf Polen. Dazu wurde Panzerzug 3 komplett besetzt und man begann mit der Ausbildung und Einweisung in die Aufgaben der Besatzung.
Als am 1. September der Überfall auf Polen begann, wurde der Panzerzug als schneller Stoßtrupp eingesetzt. Dabei sollte er in überraschenden Vorstoß den Bahnhof von Chojnice in Besitz nehmen und sichern. In der Nacht zum 1. September wurde der Panzerzug von Jastrowie nach Lipka vorgezogen und rückte um 4:15 Uhr Richtung Chojnice aus. Der Panzerspähwagen fuhr vor dem Zug und erkundete die Strecke. Da Bodennebel aufzog, war der Panzerzug nahezu ungesehen unterwegs und konnte jenseits der polnischen Grenze drei unbeschädigte Brücken passieren und in den Bahnhof von Chojnice einfahren. Umgehend begann der Schützentrupp mit der Besetzung des Bahnhofes, welcher ab 5:10 Uhr in deutscher Hand war. Erst nach der Eroberung begann der polnische Widerstand, welche sehr schnell an Stärke zunahm.
Da der Panzerzug um Bahnhof stand und kein freies Schussfeld hatte, konnte dieser nicht eingreifen. Aus diesem Grund setzte er zurück und fuhr über das noch intakte Gleis der mittlerweile teilweise gesprengten Eisenbahnbrücke vor dem Bahnhof. Da die Bahnhofbesatzung aber immer mehr unter Druck geriet, musste der Panzerzug erneut zum Bahnhof vorrücken, um die Kräfte zu evakuieren. Nachdem der Schützentrupp wieder aufgenommen war, setzte der Panzerzug zurück, um auf die Strecke vor dem Bahnhof zu gelangen. Von der Stadt aus und dem Vorfeld setzten die polnischen Truppen zunehmen Infanteriegeschütze und Panzerabwehrkanonen ein. Trotzdem sich die Besatzung des Panzerzuges wehrte, wurde der Panzerzug immer weiter zusammengeschossen und die Verluste stiegen. Darunter auch der Kommandant, der durch einen Treffer einer Panzerabwehrkanone in den Beobachtungsturm getötet wurde. Um kein gutes Ziel zu bieten, blieb der Panzerzug in ständiger langsamer Fahrt. Dadurch geriet er auf ein Gleis, welches zu einer gesprengten Brücke führte. Der Panzerzug konnte nicht mehr rechtzeitig halten, wodurch der Abstoßwagen abstürzte und der folgende Artilleriewagen entgleiste. Die Besatzung wollte die Wagen abkuppeln, was jedoch nicht gelang und so war der Panzerzug dem polnischen Beschuss voll ausgesetzt. Nachdem polnische Artillerie in den Kampf eingegriffen hatte, verließ die Besatzung den Panzerzug und bezogen neben ihm Stellung.
Als um 10:00 Uhr die Spitze des III. Bataillon des Infanterie-Regiment 90 vorrückte und der Besatzung zu Hilfe kommen wollte, mussten sie sich vorerst im heftigen Abwehrfeuer wieder zurückziehen. Die Artillerie hatte sich mittlerweile eingeschossen und traf den nicht entgleisten Artilleriewagen. Dieser wurde durch eine Explosion schwer beschädigt und andere Wagen wurden in Brand geschossen. Daraufhin wich die Besatzung 200 m nach Süden aus und bezog erneut Stellung. Nachdem die restlichen Teile III. Bataillon des Infanterie-Regiment 90 eintrafen, begann der Deutsche Angriff mit Artillerieunterstützung. Dadurch konnte der Panzerzug wieder besetzt, sowie die Stadt und der Bahnhof erobert werden. Der Panzerspähwagen, welche vor dem Panzerzug Chojnice erreichte und darüber hinaus fuhr, erreichte die Brda bei Rytel. Die Brücke vor Ort war bereits gesprengt worden, weshalb die Besatzung den Panzerspähwagen auf die Straße umsetzen wollte. Dabei wurden sie jedoch angegriffen und getötet. Der Panzerspähwagen wurde schwer beschädigt, später zurückgeführt und repariert.
Nachdem der Panzerzug wieder in deutscher Hand war, wurde umgehend in das Reichsbahn-Ausbesserungswerk Schneidemühl gebracht und provisorisch repariert. Danach erfolgte eine Verlegung ins Ausbesserungswerk der Schichau-Werke in Danzig. Dort wurde der Panzerzug komplett überholt, die Panzerung erhöht und die Geschütztürme der Artilleriewagen verbessert. Nachdem die Reparaturen abgeschlossen waren, ging der Panzerzug zurück an die Front. Ende September wurde der Panzerzug dem Korps Kaupisch unterstellt und unterstützte beim Angriff auf die Halbinsel Hel. Aufgrund einer Streckenunterbrechung bei Chałupy konnte er nicht direkt eingreifen. Nachdem die Halbinsel eingenommen wurde, war der Panzerzug in Lublin stationiert.
Vor dem Jahresende 1939 wurde der Panzerzug in den Westen von Deutschland verlegt. Neuer Stationierungsort für den Panzerzug 3 wurde Hamm.

### 1940

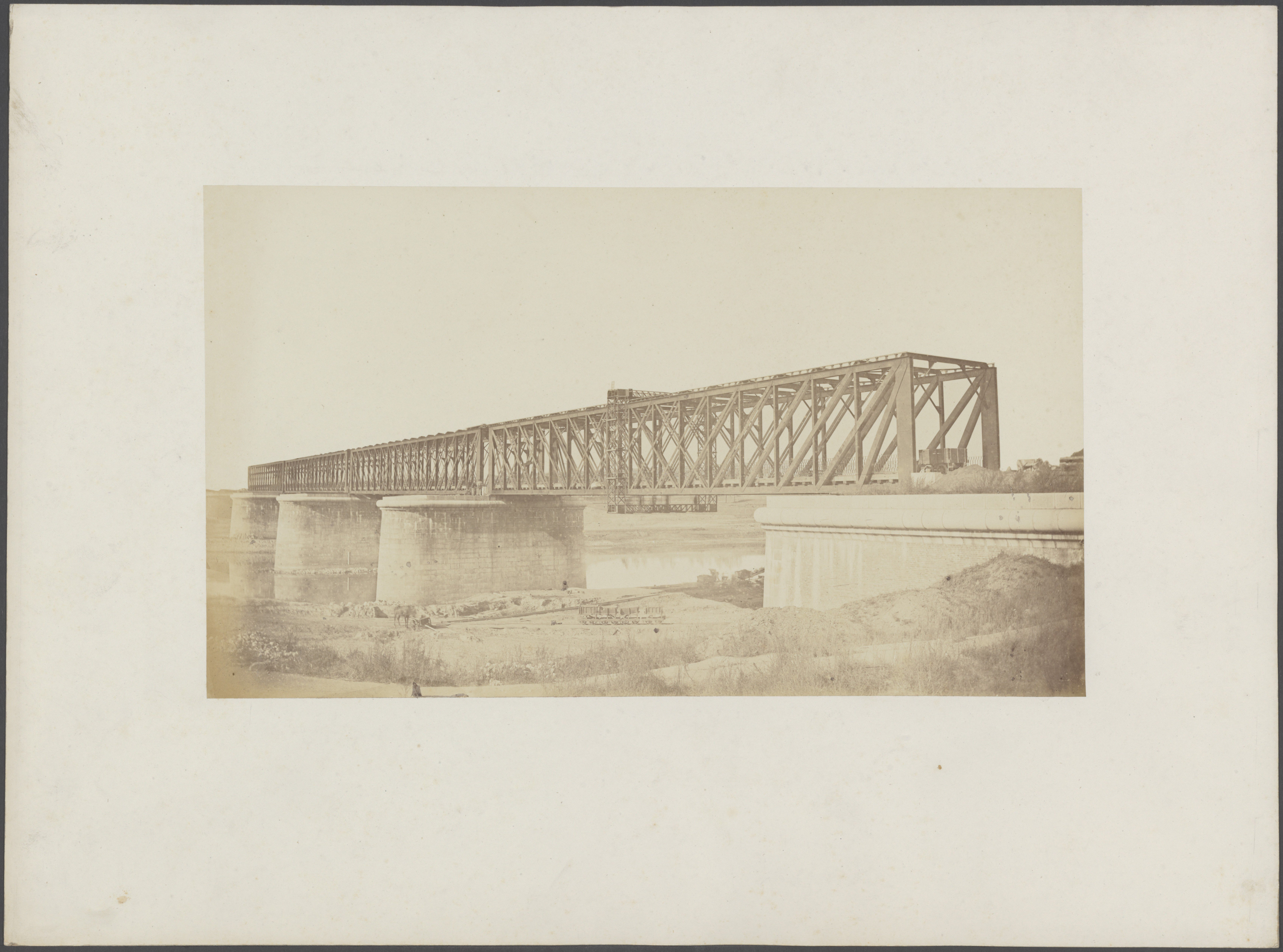
Die noch intakte und 1865 gebaute Eisenbahnbrücke bei Zutphen über die Ijssel

Mit dem Eintreffen in Hamm wurde der Panzerzug 3 der Heeresgruppe B unterstellt. Am 3. Mai 1940 wurden die Kommandanten von sechs Panzerzügen zu einer Einsatzbesprechung in Dinslaken beordert. Hier wurden ihnen die die Befehle und Aufgaben für die kommenden Operationen erläutert. Ab dem 10. Mai sollten sie in einem raschen Vormarsch Brücken über die Vechte, IJssel und Maas nehmen, in die feindlichen Stellungen vordringen und diese durchstoßen.
Der Auftrag für den Panzerzug 3 war dabei einer der schwierigsten. Er sollte von Borken aus über Winterswijk und Ruurlo nach Zutphen vorstoßen und die Ijssel-Brücken unversehrt erobern. Dies bedeutete, dass der Panzerzug eine Strecke von 57 km durch gegnerisches Gebiet noch vor dem eigentlichen Einsatz durchqueren musste. Die Eisenbahnstrecken wurden vorher durch in Zivil reisende Offiziere in fahrplanmäßigen Zügen erkundet worden. Am 10. Mai überschritt der Panzerzug um 5:35 Uhr und rückte zu seinem Einsatzgebiet vor. Um im gegnerischen Gebiet nicht aufzufallen, wurde der Panzerzug als D-Zug gemeldet und hatte am Anfang frei Fahrt. Wenn die Strecke an Bahnhöfen oder Stellwerken nicht korrekt gestellt war, genügte ein Richten mit den Geschützen und die niederländischen Eisenbahner erteilten die Freigabe zur Weiterfahrt oder stellten die Weichen. Im letzten Abschnitt war das Eisenbahnpersonal durch Telefonate informiert worden und geflüchtete, sodass die eigenen Eisenbahn-Pioniere die Strecke offen halten mussten.
Aufgrund des nicht vorhandenen Widerstandes erreichte der Panzerzug zwischen 6:00 Uhr und 7:00 Uhr Zutphen. Die Brückenwache wurde allerdings bereits informiert und hatte die dortigen Ijssel-Brücken gesprengt. Der Panzerzug nahm den örtlichen Bahnhof ein und rückte weiter zum Ostufer der Ijssel vor. Dabei kam es zu einem Gefecht mit niederländischen Truppen, welche am Westufer in Bunkern verschanzt waren. Der Panzerspähwagen war bereits bis zur Brücke vorgerückt und stand unter Beschuss. Durch einen gezielten Treffer wurde er bewegungsunfähig geschossen und durch gegnerische Panzerabwehrkanonen völlig zerstört. Die Besatzung des Panzerzuges war mittlerweile ausgebootet und auf einer Länge von 1,5 km verteilt. Um 9:45 Uhr traf deutsche Verstärkung in Form von Einheiten der 227. Infanteriedivision und einem Bataillon der 1. SS-Panzer-Division Leibstandarte SS Adolf Hitler. Trotz der Unterstützung durch die Truppen dauerte das Niederkämpfen der gegnerischen Truppen und ein Übersetzen über die Ijssel bis zum Nachmittag. Am nächsten Tag wurde der Panzerzug nach Brühl zurückgezogen und gewartet.
Erst am 11. August wurde der Panzerzug zurück in die Niederlande für Sicherungsaufgaben verlegt. Bis zum 21. Februar 1941 wurde er in Breda stationiert.

### 1941
Vom 21. Februar bis zum 10. Mai war der Panzerzug 3 in Eindhoven stationiert und mit Streckensicherungsaufgaben beschäftigt. Danach verlegte er erst in Neumark und dann nach Toruń. Einen Tag vor dem Beginn des Unternehmen Barbarossa, wurde der Panzerzug nach Prostki verlegt und war am 22. Juni bereit für den Angriff. Mit dem Befehl zum Angriff in den frühen Morgenstunden, durchstieß der Panzerzug die Grenzstellungen und unterstützte Maßgeblich die Einnahme von Grajewo. Nach der Einnahme der Ortschaft begann der Panzerzug mit der Sicherung dieser nach Osten.
Nachdem die Umspurung der Gleise voranschritt, rückte der Panzerzug weiter nach Brest-Litowsk vor. Die Besatzung musste ohne den Panzerzug Sicherungsaufgaben im Pripjet-Gebiet, östlich von Brest-Litowsk, durchführen. Anfang August verlegte der Panzerzug weiter nach Assipowitschy und sicherte die Eisenbahnstrecken zwischen Minsk und Babrujsk, sowie Schlobin und Homel. Ende Oktober verlegte der Panzerzug zurück nach Königsberg, um eine neue Funkanlage zu bekommen. Die Arbeiten dauerten bis in Ende Februar 1942.

### 1942

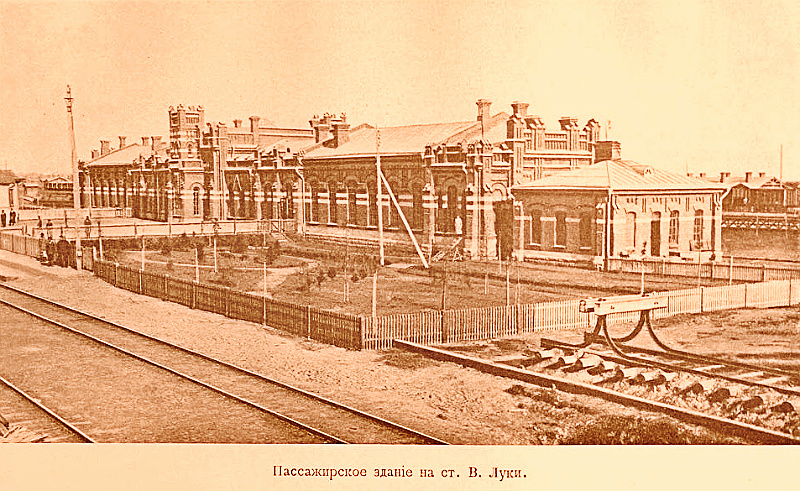
Der Bahnhof von Welikije Luki um 1909

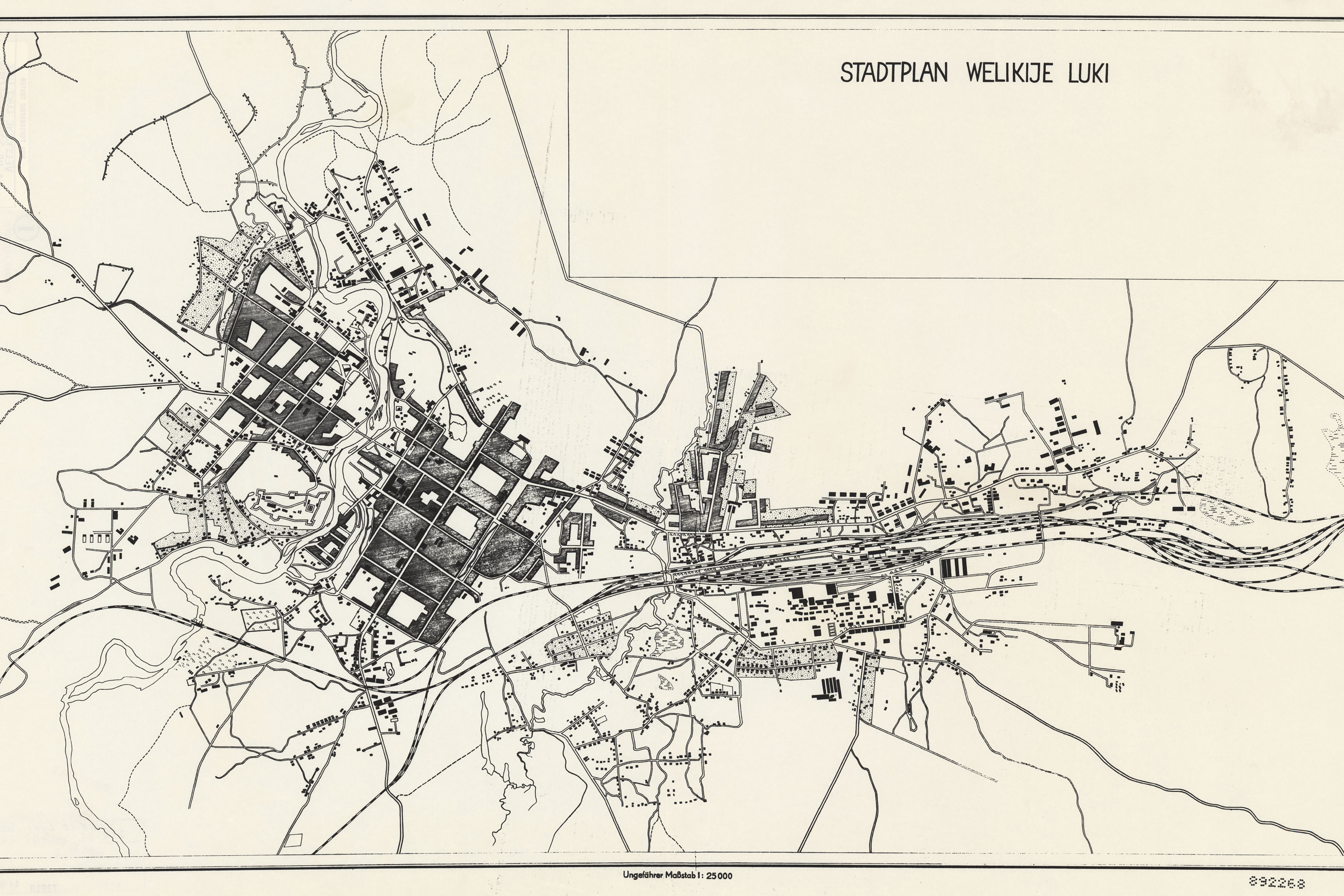
Stadtplan und Bahnanlagen von Welikije Luki (1940)

Anfang März erreichte der Panzerzug 3 mit neuer Funkanlage den Bereich um Welikije Luki. Dort erhielt er am 7. März den Auftrag die neu aufgestellte Partisanen-Jagdabteilung der 83. Infanteriedivision von Welikije Luki ins Einsatzgebiet südwestlich der Stadt zu bringen. Am Morgen der Fahrt zur Verladung geriet der Panzerzug in einen Partisanenangriff auf den Stützpunkt Chernozom (14 km südwestlich von Welikije Luki) und half bei der erfolgreichen Verteidigung. Zur weiteren Sicherung verblieb der Panzerzug bis zum 9. März vor Ort und verlegte dann nach Welikije Luki.
Nach einer erfolgreichen Operation gegen Partisanen verlegte der Panzerzug am 1. April vom Stützpunkt Münsingen (zwischen Chernozom und Welikije Luki) zurück nach Welikije Luki. Dabei lief er auf eine Mine auf und erlitt erhebliche Beschädigungen, konnte aber weiter eingesetzt werden. Die Infanterie bootet umgehend aus, verfolgte die Partisanengruppe und konnte sieben von ihnen töten. Nach der Rückkehr der Infanterie verlegte der Panzerzug weiter nach Welikije Luki. Dort hatte sich dir sowjetische Artillerie mittlerweile eingeschossen, wodurch die dortigen Panzerzüge nicht mehr sicher waren. Am 10. April verlegte der Panzerzug 3 nach Opukhliki (16 km nordöstlich von Newel (Pskow)).
Am 22. April war der Panzerzug wieder einen Kilometer nordöstlich des Stützpunktes Münsingen unterwegs und fuhr auf eine ferngezündete Mine auf. Bei dem Angriff wurde der erste Artilleriewagen zerstört, die zwei folgenden Maschinengewehrwagen entgleisten und rutschten die Böschung hinab. Der zerstörte Artilleriewagen und die zwei Maschinengewehrwagen blieben einen Monat lang vor Ort und konnten erst am 24. Mai durch einen Eisenbahnzug mit Kran geborgen werden. Bei diesem Angriff wurden sieben Besatzungsmitglieder getötet und neun verwundet. Der restliche Teil des Panzerzuges war nur noch bedingt einsatzfähig und sollte zur Reparatur abgezogen werden. Diese Verlegung wurde jedoch so lange verschoben, bis die liegengebliebenen Wagen geborgen wurden. Aus diesem Grund stellte der Panzerzug seine Tagfahrten ein und beschränkte sich auf das Durchkämmen der Umgebung von Opukhliki und das nächtliche Absetzen von Sicherungstrupps.
Aufgrund von Geheimdienstberichten wurden der Panzerzug 3 und der Panzerzug 27 am 28. April in Alarmbereitschaft versetzt. Sowjetische Kräfte wollten in den nächsten vier Tagen den Stützpunkt Scherdriko (zwischen Opukhliki und Chernozom) angreifen. Am 1. Mai konnte dieser Angriff unterbunden werden. Am nächsten Tag fuhr der Panzerzug 3 bei der Einfahrt in Münsingen erneut auf eine Mine, welche aber nur geringen Schaden anrichtete. Am 3. Mai gelang es beiden Panzerzügen eine sowjetische Batterie, welche den Stützpunkt unter Beschuss nahm, auszuschalten. Am 13. Mai begann die Operation Schnepfenstrich, welche die Säuberung des Raums zwischen der Bahnlinie Opukhliki und Chernozom und dem Fluss Lowat von Partisanen als Ziel hatte. Ausgebootete Teile des Panzerzug 3, unter der Führung des Panzerzugkommandanten, sollten am 15. Mai mit einer halben Kompanie des Pionierbataillon 218 und Ordnungstruppen vorrücken. Das Ziel war es, von Schwedriko aus den Lowat bei Staraja Reka zu überschreiten und das von gegnerischen Kräften besetzte Klevniki (12 km südlich Chernozom) anzugreifen. Der Panzerzug, welcher während der Operation die Bahnlinie zwischen Opukhliki und Chernozom sichern sollte, wurde durch eine Minensprengung unter einem anderen Zug immobilisiert. Am 16. Mai wurde er nach Opukhliki zurückgezogen und verblieb dort bis zum 27. Mai. Am 28. Mai wurde der Panzerzug, zusammen mit den geborgenen Wagen, nach Königsberg geschickt.
Nach den Reparaturen löste der Panzerzug 3 am 10. Oktober den Panzerzug 25 in Polazk und wurde der Korpsgruppe von der Chevallerie unterstellt. Hierbei übernahm er, zusammen mit dem Streckenschutzzug 83, die Sicherung der Eisenbahnstrecke zwischen Newel und Wizebsk.

### 1943

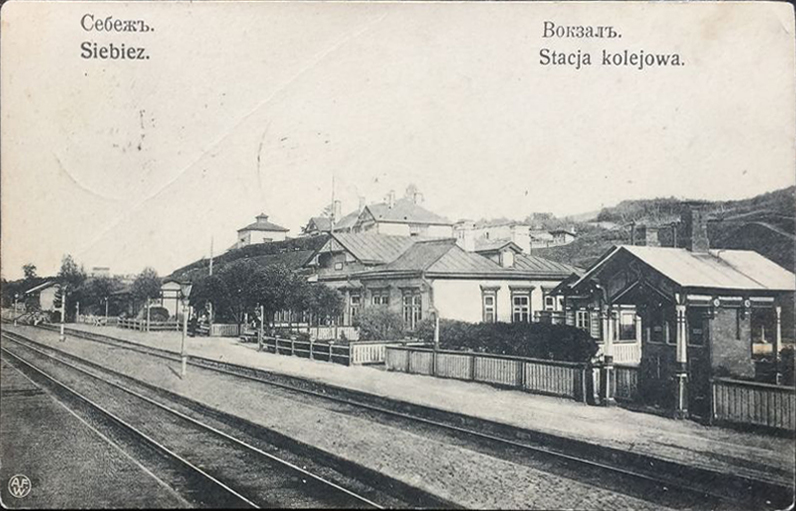
Bahnhof von Sebesch im Jahr 1913

Am 13. März erreichte der Panzerzug den Raum Sebesch und wurde zum Schutz der Eisenbahnstrecke zwischen Idriza und Nowosokolniki beauftragt, da dort die Partisanenaktivitäten stark erhöht waren. Unterstellt wurde er dem Kommando Rückwärtige Kräfte 590 (Korück 590). Da der Panzerzug jedoch in regelmäßigen Abständen die Strecke befuhr, konnten die Partisanen ihre Angriffe abstimmen. So lief der Panzerzug das erste Mal am 31. März bei Maksimkovo (7 km östlich von Idriza) auf eine Mine auf. Die Schäden waren nicht sehr groß und so konnte der Panzerzug in den nächsten Tagen und Nächten weitere Sicherungsfahrten durchführen.
Am 1. April um 21:15 Uhr wurde der Panzerzug alarmiert, als der Stützpunkt Annemarie angegriffen wurde. 15 Minuten später rückte er ab und stoppte beim Stützpunkt Barbara, da sich die Lage beim Stützpunkt Annemarie geklärt und der Angriff abgewehrt werden konnte. Dennoch legte die Besatzung eine Sicherung aus und verblieb bis zum 2. April 6.30 Uhr vor Ort. Am 4. April um 1:10 Uhr gab es einen neuen Alarm, als der Stützpunkt Nora angegriffen wurde. 20 Minuten später rückte der Panzerzug aus und fuhr bis zur Eisenbahnbrücke über die Issa bei Kilometer 624,8 (8,3 km nordwestlich von Sebesch), da diese gesprengt wurde. Durch eine Drahtverbindung mit dem Stützpunkt konnte der Panzerzug Artillerieunterstützung auf ein kleines Waldstück bei Possin geben. Daraufhin zogen sich die Angreifer zurück und gegen 4:00 Uhr war der Panzerzug zurück in Sebesch.
Am nächsten Tag wurde eine Erkundungsfahrt für Feuerstellungen bei Kusnezowka. Am 9. April wurde um 3:30 Uhr ein Stoßtrupp durch die Infanterie des Panzerzuges an der Straßenkreuzung einen Kilometer westlich von Sebesch gebildet. Zusammen mit einem Kommando des II. / SS-Polizeiregiment 9 rückten sie aus in Richtung Sabolotniki. 400 m nördlich der Bahnlinie hatten sie Kontakt mit gegnerischen Reiter, welche sich jedoch umgehend zurückzogen. Ein Überläufer verriet den Soldaten, das sich bei Sabolotniki ein Waldlager von Partisanen befand. Als der Trupp es stürmte, kam es zu einem kurzem Feuergefecht bevor es zerstört wurde. Weiterhin konnte eine gegnerische Funkanlage und mehrere Pferde erbeutet werden. Nach einer kurzen und erfolglosen Verfolgung von ausweichenden Partisanen, zogen sich die Trupps zurück zum Panzerzug.
Am 10. April musste der Panzerzug 20 Wagen eines gesprengten Kurierzuges bei Kilometer 602 (9,5 km nordöstlich von Sebesch) abholen und zum Bahnhof von Sebesch schleppen. Am 20. April war der Panzerzug, zwischen 8:00 Uhr und 12:00 Uhr unterwegs zum Stützpunkt Marlies (12,7 km nordwestlich von Sebesch) mit Generalleutnant Stahl. Um 12:45 Uhr fuhr der Panzerzug mit dem Major Dr. Ottow (Ia Korück) weiter und fuhr um 13:315 Uhr bei Kilometer 604,5 (12,3 km nordöstlich von Sebesch) auf eine Mine. Dabei entgleisten vier Wagen und die Panzerzuglokomotive. Die Aufgleisung dauerte bis 18:30 Uhr und um 20:15 Uhr war der er zurück in Sebesch. Am 22. April wurde der Panzerzug um 19:15 Uhr zu einem gesprengten Kurierzug bei Kilometer 628 gerufen (12 km nordwestlich von Sebesch). Dort leistete er, zusammen mit mitgenommenen Ärzten, erste Hilfe. Um 23:00 Uhr fuhr der Panzerzug mit drei Toten, 20 Schwer- und 15 Leichtverletzten, sowie den nicht entgleisten Wagen zurück nach Sebesch.
Am 24. April fuhr der Panzerzug um 10:10 Uhr bei Kilometer 594,6 (4,5 km östlich von Idriza) auf eine Mine auf, wobei drei Wagen entgleisten. Gegen 14:45 Uhr waren die Wagen wieder auf den Gleisen und Ausbesserungsarbeiten an der Strecke konnten durchgeführt werden. Um 19:45 Uhr war der Panzerzug zurück in Sebesch. Vom 25. April bis Anfang Mai pendelte der Panzerzug zwischen Sebesch und Idriza und führte Sicherungsfahrten ohne Vorkommnisse durch.
Am 8. Mai fuhr der Panzerzug mit dem Adjutanten vom Korück 590, Major Gütlein, nach Rositten. Dort sollten sie den neuen Kommandeur vom Korück 590, Generalmajor Adelhoch, abholen. Um 5:40 Uhr fuhr der Panzerzug bei Kilometer 621,3 (4,7 km nordwestlich von Sebesch) auf eine Mine auf. Zwei vordere Abstoßwagen wurden dabei völlig zerstört, ein dritter entgleiste und wurde beschädigt. Die Fahrt wurde nach der Gleisreparatur und dem Aufgleisen des Abstoßwagen fortgesetzt und um 9:50 Uhr traf er in Rositten ein. Als der Panzerzug mit dem neuen Kommandeur Korück 590 um 18:20 Uhr in Sebesch eintraf, musste das technische Personal ein ausgelaufenes Lager an der Lokomotive reparieren.
In den folgenden Tagen gab es bei den Sicherungsfahrten keine Vorkommnisse. Am 14. Mai um 00:15 Uhr erreichten verschiedene Funksprüche von mehreren Stützpunkten den Panzerzug. Diese meldeten Angriffe von Partisanen und baten um Unterstützung. Um 00:30 Uhr rückte der Panzerzug aus und fuhr bei Loguny (5,7 km nordwestlich von Sebesch) über eine kleine Sprengstelle hinweg. Um 2:00 Uhr erreichte er der Stützpunkt Marlies (7 km nordwestlich von Loguny), welcher durch eine große Gruppe von Partisanen angegriffen wurde. Sie versuchten eine Brücke zu sprengen, doch mit dem Eintreffen des Panzerzuges zogen sie sich zurück. 188 kg Sprengstoff konnten gesichert werden. Der Panzerzug setzte sich wieder in Bewegung, da aus der Richtung des Stützpunkt Nora bei Possin (1,5 km westlich vom Stützpunkt Marlies) noch Gefechtslärm zu hören war. Dieser Stützpunkt war von lettischen Soldaten besetzt gewesen und komplett zerstört worden. Der Panzerzug übernahm die Sicherung, half den Verwundeten und organisierte den Abtransport. Westlich von Possin wurden drei Sprengstellen und die vorher überwundene bei Loguny repariert. Um 12:00 Uhr war der Panzerzug wieder zurück in Sabesch.
Am 18. Mai fuhr der Panzerzug nach Pustoschka. Bei Kilometer 582,4 (500 m südlich von Maksimkovo) fuhr er auf eine Mine, wobei die ersten drei Maschinengewehrwagen und ein zusätzlicher Schlepptender komplett entgleisten. Beim ersten Maschinengewehrwagen wurde die Spurweite verstellt und ein Achshalter brach. Nach der Aufgleisung und der Ankunft in Idriza, verblieb der erste Maschinengewehrwagen vor Ort. Danach rückte er mit Pionieren aus um erkannte und gemeldete Minen auszubauen oder zu sprengen. Die nächsten Sicherungsfahrten verliefen ohne Vorkommnisse.
Am 23. Mai fuhr der Panzerzug von Sebesch nach Zavaruyka (17 km nordöstlich von Sebesch). Nachdem die Stützpunkte abgefahren und fünf Spähtrupps ausgesendet wurden, vernahm man um 23:20 Uhr eine Detonation aus Richtung Sebesch. Umgehend setzte sich der Panzerzug in Bewegung, lief aber um 1:00 Uhr zwischen Kilometer 601 und 602 (9,5 km nordöstlich von Sebesch) auf eine Mine auf. Dabei entgleiste aber keiner der Wagen, lediglich der erste Abstoßwagen wurde leicht beschädigt. Mehrere Meter Gleis mussten ausgebessert werden, bevor er weiterfahren konnte. Zwei Kilometer östlich von Sebesch war der Grund der Detonation gefunden. Das Gleis dort war ebenfalls auf mehreren Metern beschädigt und musste repariert werden. Aufgrund der vor Ort liegenden Beweise war das Verlegen der Mine durch zwei Partisanen misslungen und die Mine zu früh hochgegangen.
Am 26. Mai befand sich der Panzerzug zwischen dem Stützpunkt Herta und dem Stützpunkt Gretel. Auf dem Rückweg nach Sebesch lief er bei Kilometer 604,5 (12,3 km nordöstlich von Sebesch) auf eine Mine auf, wobei der sechste Maschinengewehrwagen beschädigt wurde. Am nächsten Tag fuhr er um 00:25 Uhr in Richtung Rosenow ab. Bei Kilometer 626,2 (4 km nordwestlich von Loguny) lief er erneut auf eine Mine auf und die Panzerzuglokomotive wurde beschädigt. Nach einer notdürftigen Reparatur konnte der Panzerzug nur noch in eine Richtung fahren, da die Steuerung ausgeschlagen war. Mit eigener Kraft erreichte er um 7:20 Uhr wieder Sebesch. Weitere Sicherungsfahrten verliefen ohne Vorkommnisse.
Am 1. Juni erhielt der Panzerzug den Auftrag zum Stützpunkt Lilly zu fahren, um einen Verwundeten zu holen und nach Idriza zu bringen. Gegen 9:00 Uhr fuhr er jedoch bei Kilometer 604 (11,8 km nordöstlich von Sebesch) auf eine Mine auf, wodurch die beiden vorderen Abstoßwagen entgleisten. Der Verwundetet wurde von einem anderen Zug verbracht, nachdem die Wagen wieder aufgegleist wurden und der Panzerzug fuhr wieder zurück nach Sebesch. Am 2. Juni musste der Panzerzug den Generalleutnant Boettcher und den Major Ottow vom Korück 590 nach Pustoschka bringen. Um 17:00 Uhr war er wieder zurück am Heimatbahnhof. In der Nacht zum 3. Juni fuhr er nach Zavaruyka und setzte vier Spähtrupps ab. Die Rückfahrt und die Tage bis zum 6. Juni verliefen ohne Aufgaben oder Vorkommnisse.
In den nächsten Tagen und Nächten wurden Sicherungs- und Transportfahrten durchgeführt. Als der Panzerzug am 10. Juni zu einer Sicherungsfahrt nach Possin ausrückte, fuhr er um 2:10 Uhr bei Kilometer 619,1 (2,7 km nordwestlich von Sebesch) auf eine Mine auf. Die drei Abstoßwagen vor dem Panzerzug wurden dabei irreparabel zerstört und blieben vor Ort. Nach einer schnellen Reparatur der Gleise, kehrte er um 5:15 Uhr wieder zurück nach Sebesch. Am 13. Juni wurde der Panzerspähwagen um 23:45 Uhr alarmiert. Bei Daischbowa war ein deutsches Flugzeug notgelandet und die Besatzung wurde von Partisanen angegriffen. Nach einem schweren Gefecht konnte die Besatzung gerettet werden. Um 17:00 Uhr am 14. Juni war der Panzerspähwagen wieder zurück.
Als der Panzerzug am 14. Juni um 17:30 Uhr erneut einen Verwundeten nach Idriza bringen sollte, fuhr er bei Kilometer 606,9 (14,7 km nordöstlich von Sebesch) auf eine Mine auf. Dabei entgleisten der zweite und dritte Maschinengewehrwagen und ein zusätzlicher Schlepptender für die Panzerzuglokomotive. Bei zweiten Maschinengewehrwagen wurde die vordere Achse beschädigt und die komplette Funkanlage fiel aus. Ohne die entgleisten Wagen fuhr der Panzerzug zurück. Die nächsten Tage und Nächten wurden mit Reparaturen und Sicherungsfahrten ausgefüllt, bei denen es keine Vorkommnisse gab. Am 26. Juni fuhr der Panzerzug nach Rositten um den Kommandeur der Eisenbahn-Panzerzüge abzuholen und in die Lage einzuweisen. Bis zum Ende des Monats gab es bei den Sicherungsfahrten keine Vorkommnisse mehr.
Am 1. Juli fuhr der Panzerspähwagen von 13:45 Uhr bis 16:10 mit dem II./SS-Polizeiregiment 9 nach Sassitino, während der Panzerzug um 21:00 Uhr nach Westen ausrückte. Unterwegs konnten, bei Kilometer 626, zwei Minen entfernt werden. Nachdem der Panzerzug weitere sechs Kilometer gefahren war, fuhr er am 2. Juli um 7:45 Uhr auf eine Mine auf. Dabei wurde die Mittelachse des ersten Artilleriewagens beschädigt und entgleiste. Beim zweiten Maschinengewehr- / ersten Führerwagen war die Bremsanlage defekt und am Schlepptender brach ein Achslager. Nachdem der Artilleriewagen wieder auf die Gleise gehoben und die Bremsleitung provisorisch gerichtet war, fuhr der Panzerzug um 21:30 Uhr wieder zurück nach Sebesch.
Am 3. Juli war der Panzerspähwagen erneut mit dem II./SS-Polizeiregiment 9 unterwegs, diesmal bis nach Idriza. Am 4. Juli fuhr der Panzerzug zu einer erneuten Sicherungsfahrt nach Westen los. Zwischen dem Stützpunkt Käthe und Stützpunkt Lilli fuhr der Panzerzug erneut auf eine Mine auf. Dabei entgleisten die zwei vorderen Abstoßwagen, wobei einer beschädigt wurde. Nachdem die Wagen wieder auf die Gleise gehoben und die Strecke ausgebessert wurde, kehrte der Panzerzug um 5:00 Uhr am 5. Juli wieder zurück nach Sebesch. Am nächsten Abend um 20:15 Uhr fuhr der Panzerzug nach Osten zu einer erneuten Sicherungsfahrt, erreichte den Stützpunkt Gudrun und setzte vier Spähtrupps ab. Kurz vor 5:00 Uhr am Morgen des 7. Juli war der Panzerzug wieder zurück in Sebesch.
Am 10. Juli rückte der Panzerspähwagen wieder mit dem II./SS-Polizeiregiment 9 nach Idriza aus. Bei Zavaruyka fuhr dieser auf eine Mine auf, wobei das linke Vorderrad beschädigt wurde. Nach einer provisorischen Reparatur fuhr er wieder zurück nach Sebesch. Am 11. Juli von 20:00 Uhr an, bewachte der Panzerzug einen Kranzug bei Arbeiten zwischen dem Stützpunkt Gudrun und Stützpunkt Frieda. Nach dem Abschluss der Arbeiten um 8:00 Uhr morgens fuhr der Panzerzug zurück zum Stützpunkt. Am 12. Juli verfügte der Panzerzug kaum noch über fahrbereites oder voll funktionsfähiges Rollmaterial. So waren der vordere und hintere Artilleriewagen und der erste, zweite, dritte und sechste Maschinengewehrwagen nicht mehr einsatzfähig oder gar vorhanden. Aus diesem Grund beschloss man am 13. Juli den Panzerzug komplett neu aufzubauen. Aus diesem Grund fuhr der Panzerzug aus eigener Kraft nach Rembertów. Am 15. Juli traf der Panzerzug dort ein und man begann ihn komplett neu aufzubauen. Die Umbauarbeiten begannen am 11. September und dauerten bis zum 12. Juli 1944.

### 1944
Am 22. Juli erreicht der komplett neu gebaute Panzerzug 3 den Raum Kaunas. Hier unterstützte er den Panzerzug 21 und die 3. Panzerarmee bei den Abwehrkämpfen. Hier stand der Panzerzug oft bei Palemonas und gab Artillerieunterstützung. Noch bevor die Stadt aufgegeben wurde, wurden beide Panzerzüge abgezogen und nach Sowetsk verlegt. Am 1. August wurde der Panzerzug 3 von Kretinga aus nach Telšiai geführt und diente dort als Vorposten. Am 10. August wurde der Panzerzug zum XXXIX. Panzerkorps in Marsch gesetzt. Dort sollte er einen Angriff unterstützen, welcher für den 16. August angesetzt war. Wenige Kilometer hinter Kretinga entgleiste der Panzerzug und musste für die Reparatur wieder zurück.
Im September war der Panzerzug der 201. Sicherungsdivision unterstellt und zwischen Akmenė und Papilė (10 km südlich Akmenė) im Einsatz. Am 5. Oktober unterstützte die ausgebootete Infanterie bei Gumbakiai (3 km südlich von Papilė) ein verlustreiches Gefecht gegen sowjetische Truppen. Noch am gleichen Tag erreichte den Panzerzug die Nachricht, dass die sowjetischen Truppen ostwärts von Viekšniai nach Norden vordrangen. Der Panzerzug verlegte umgehend dorthin und wurden bei Viliošiai (9 km östlich von Viekšniai) unter Beschuss genommen.

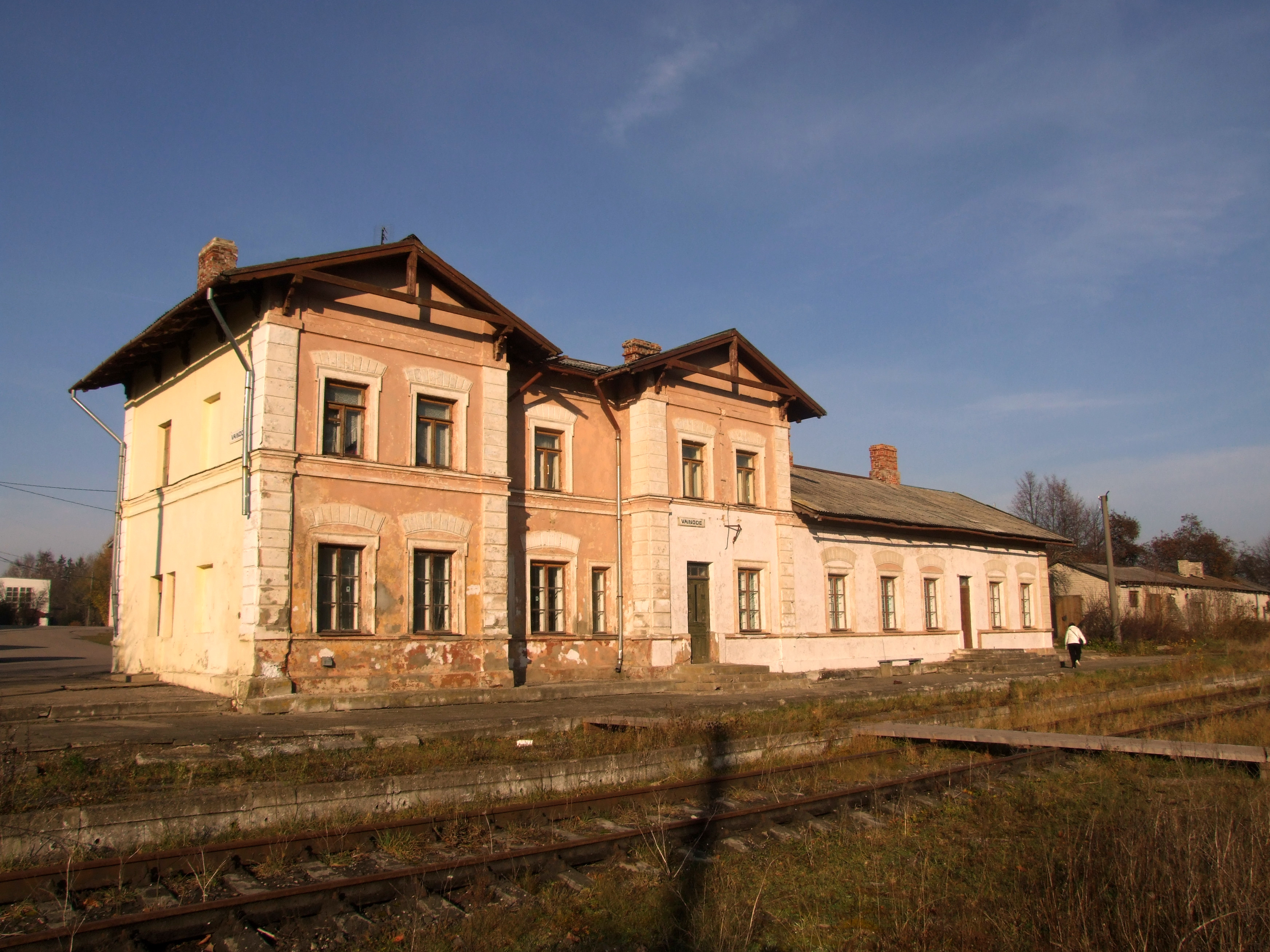
Stillgelegter Bahnhof von Vaiņode (2011)

Am 7. Oktober näherten sich sowjetische Kräfte der Bahnlinie im Raum Vaiņode und der Panzerzug wurde dorthin verlegt. Dennoch konnte ein Überschreiten der Linie zwischen Luse und der Venta nicht verhindert werden. In den folgenden zwei Tagen versuchte der Panzerzug vergeblich den Weg nach Mažeikiai wieder zu öffnen. Am 10. Oktober näherten sich sowjetische Panzer westlich von Elkuzeme und die Ortschaft Vaiņode stand kurz vor der Eroberung durch sowjetische Kräfte. Aufgrund der ausweglosen Lage wurde der Panzerzug am 10. Oktober 1944 gesprengt.

## Zugpersonal
Aufgrund der Ausrüstung mit Artilleriewagen verfügte der Panzerzug 3 über eine ständige Besatzung, während der Panzerzug 1 oder auch der Panzerzug 2 nur über eine Besatzung für den Bedarfsfall verfügte.
Die erste Besatzung des Panzerzuges wurde vom Infanterie-Ersatzbataillon 19 aus München und dem Artillerie-Ersatzregiment 7 gestellt. Ab April 1938 wurde die Gefechtsbesatzung von der 7. Infanteriedivision gestellt. Als man 1941 den Panzerzug mit Flakgeschützen aufrüstete, wurde die Besatzung der Flakgeschütze durch das Flugabwehr-Ersatzbataillon (motorisiert) 52 aus Bremen gestellt.
1938 wurde offiziell die Zusammensetzung des Panzerzugpersonals festgelegt. Für den Panzerzug 3 lautete diese Zusammensetzung wie folgt:

### Führungsgruppe
Die Führungsgruppe verteilte sich auf drei Wagen im Panzerzug. So befand sich der Panzerzugkommandant, zusammen mit dem ersten Maschinengewehr-Zugführer und zwei Meldern im zweiten Maschinengewehr- / ersten Führungswagen. Der stellvertretende Panzerzugführer befand sich, zusammen mit zweiten Maschinengewehr-Zugführer, im fünften Maschinengewehr- / zweiten Führungswagen. Der Hauptfeldwebel und die beiden restlichen Melder befanden sich im vierten Maschinengewehr- / Arzt- und Küchenwagen.
- Zugkommandant Oberleutnant Erich Euen (August 1939 – † 1. September 1939)
- Zugkommandant Oberleutnant Rudolf Zettler (1. September 1939 – November 1940)
- Zugkommandant Leutnant Fritz Pohley (Dezember 1940 – März 1941)
- Zugkommandant Oberleutnant Herbert Thieme (April 1940 – November 1941)
- Zugkommandant Oberleutnant Rudolf Opitz (März 1942 – März 1943)
- Zugkommandant Oberleutnant Erhard Edom (April 1943 – September 1943)
- Zugkommandant Oberleutnant Werner Schade (Mai 1944 – Oktober 1944)
- stellvertretender Zugkommandant Oberleutnant Rudolf Zettler (August 1939 – 1. September 1939)
- zwei Maschinengewehr-Zugführer
- Hauptfeldwebel (heute: Spieß)
- vier Melder (Mannschaft)

### Schützengruppe
Die Schützengruppe verteilte sich auf zwei Wagen und war auch in Pioniertätigkeiten ausgebildet. Der Gruppenführer der Schützengruppe befand sich im fünften Maschinengewehr- / zweiten Führerwagen. Die erste Schützengruppe, bestehen aus einem Truppführer und sieben Schützen befand sich im vierten Maschinengewehr- / Arzt- und Küchenwagen. Die zweite Schützengruppe, ebenfalls bestehend aus einem Truppführer und sieben Schützen, befand sich ebenfalls im fünften Maschinengewehr- / zweiten Führerwagen.
- ein Gruppenführer (Unteroffizier)
- erster Truppführer Feldwebel Leopold Auburger (ab 6. Februar 1942)
- 14 Schützen (Mannschaft, davon ein Hilfskrankenträger)

### S. M. G. Zug
Der schwere Maschinengewehrzug teilte sich auf vier Halbzüge mit je einem Halbzugführer und zwölf s. M. G.-Schützen in vier verschiedene Wagen auf. So befand sich der erste Halbzug im ersten Maschinengewehr- / vorderen Spitzenwagen, der zweite im zweiten Maschinengewehr- / ersten Führerwagen, der dritte im fünften Maschinengewehr- / zweiten Führerwagen und der vierte Halbzug befand sich im sechsten Maschinengewehr- / hinteren Spitzenwagen.
- vier Halbzugführer (Unteroffizier)
- vier Melder (Mannschaft)
- 48 s. M. G.-Schützen (Mannschaft, davon zwei Hilfskrankenträger)

### S. Granatwerfergruppe
Die schwere Granatwerfergruppe befand sich im sechsten Maschinengewehr- / hinteren Spitzenwagen.
- ein Gruppenführer (Unteroffizier)
- sechs Schützen (Mannschaft, davon ein Hilfskrankenträger)

### Artilleriezug
Der Artilleriezug verteilte sich auf insgesamt drei Wagen des Panzerzuges. So befanden sich der Artillerie-Hilfsbeobachter und die zwei Artillerie-Messsoldaten im fünften Maschinengewehr- / zweiten Führungswagen. Je ein Geschützführer und vier Kanoniere verteilten sich auf die beiden Artilleriewagen am Anfang und Ende des Panzerzuges.
- Artillerie-Hilfsbeobachter Unteroffizier Kastulus Krain (ab 17. April 1941)
- zwei Artillerie-Messsoldaten (Mannschaft)
- zwei Geschützführer (Mannschaft)
- acht Kanoniere (Mannschaft)

### Nachrichtentrupp
Der Nachrichtentrupp verteilte sich auf alle Wagen im Panzerzug. Während der Nachrichtenzugführer und zwei Funker im dritten Maschinengewehr- / Funkwagen blieben, waren die fünf Tornistertruppsoldaten (ebenfalls im Wagen) für den Dienst außerhalb des Zuges zuständig und begleitete je einen Halbzug. Der Tornistertruppführer war dabei frei beweglich. In jedem Wagen, außer den Artilleriewagen, befand sich für die Kommunikation innerhalb des Panzerzuges ein Funk- und Wagenfernsprechsoldat.
- ein Nachrichtenzugführer (Unteroffizier)
- acht Funk- und Wagenfernsprechsoldaten (Mannschaft)
- fünf Tornisterfunksoldaten (ein Unteroffizier, vier Mannschaften)

### Flakgruppe
Die Flakgruppe verteilte sich auf die beiden Artilleriewagen am Anfang und Ende des Panzerzuges. Dort befanden sich je ein Geschützführer und vier Kanoniere.
- - zwei Geschützführer (Unteroffizier)
  - acht Kanoniere (Mannschaft)

### Sanitätsstaffel
Der Arzt und die beiden Sanitätssoldaten befanden sich im vierten Maschinengewehr- / Arzt- und Küchenwagen.
- Sanitätsoffizier Assistenzarzt August Abel (ab 2. März 1943)
- zwei Sanitätssoldaten (Mannschaft)

### Technisches Personal
Das technische Personal wurde von der Reichsbahn gestellt. Diese verteilte sich auf sechs Wagen im Panzerzug. So waren der Lokführer und die beiden Heizer in der Panzerzuglokomotive. Der technische Führer befand sich im zweiten Maschinengewehr- / ersten Führerwagen, zusammen mit dem Oberbautruppführer (Eisenbahnpioniere) und sieben Oberbautruppsoldaten. Der zweite Trupp der Oberbautruppsoldaten befand sich im dritten Maschinengewehr- / Funkwagen. In jedem Spitzenwagen befanden sich zwei Streckenbeobachter.
- ein technischer Führer
- ein Lokführer
- erster Heizer Gefreiter Oskar Lorenz (ab 11. Januar 1943)
- zweiter Heizer
- vier Streckenbeobachter
- ein Motorenwart
- drei Lokablöser
- zwei Köche
- ein Oberbautruppführer
- 14 Oberbautruppsoldaten

## Zugzusammensetzung
Die Auflistung der Wagen bezieht sich jeweils von vorne nach hinten.

### 1939–1943
- Abstoßwagen
- Artilleriewagen
- Maschinengewehr-/Spitzenwagen
- Maschinengewehr-/Führerwagen
- Maschinengewehr-/Funkwagen
- Panzerzuglokomotive
- Maschinengewehr-/Arzt- und Küchenwagen
- Maschinengewehr-/Führerwagen
- Maschinengewehr-/Spitzenwagen
- Artilleriewagen
- Abstoßwagen

### 1944
- Panzerjägerwagen
- Panzerträgerwagen
- Artilleriewagen
- Flakwagen
- Artilleriewagen
- Schlepptender
- Panzerzuglokomotive
- Schlepptender
- Artilleriewagen
- Flakwagen
- Artilleriewagen
- Panzerträgerwagen
- Panzerjägerwagen

### Fachpublikationen
- Wolfgang Sawodny: Deutsche Panzerzüge im Zweiten Weltkrieg. Podzun-Pallas, Friedberg 1986, ISBN 3-7909-0293-4.
- Wolfgang Sawodny: Die Panzerzüge des Deutschen Reiches, 1904 – 1945. EK-Verlag, Freiburg 1996, ISBN 3-88255-678-1.
- Hansjürgen Wenzel: Lokomotiven ziehen in den Krieg. Slezak, Wien 1977, ISBN 3-900134-23-5.

### Veröffentlichungen der Wehrmacht
- Generalkommando VII. A. K.: Eisenbahnpanzerzüge (Triebwagen). München 1938.
- Eisenbahn-Panzerzug 3, Kommandant: BTB. Nr. 320/43 geh., Tätigkeitsbericht für Monat April 1943. 1943.
- Eisenbahn-Panzerzug 3, Kommandant: BTB. Nr. 320/43 geh., Tätigkeitsbericht für Monat Mai 1943. 1943.
- Eisenbahn-Panzerzug 3, Kommandant: BTB. Nr. 393/43 geh., Tätigkeitsbericht für Monat Juni 1943. 1943.
- Eisenbahn-Panzerzug 3, Kommandant: BTB. Nr. 426/43 geh., Tätigkeitsbericht für Monat Juli 1943. 1943.